# جورج دبليو. روبرتسون
جورج دبليو. روبرتسون (بالإنجليزية: George W. Robertson)‏ هو سياسي أمريكي، ولد في 19 أكتوبر 1838، وتوفي في 17 سبتمبر 1906. حزبياً، نشط في الحزب الجمهوري. وقد انتخب عضو جمعية ولاية نيويورك وانتخب عضو مجلس ولاية نيويورك.